# Silberbergwerk Tarnowskie Góry
Das Historische Silberbergwerk (Zabytkowa Kopalnia Srebra) in der südpolnischen Stadt Tarnowskie Góry (deutsch Tarnowitz) war ein Blei-, Silber- und Zinkbergwerk in der Bergbauregion Oberschlesien. Seit 2017 ist es UNESCO-Weltkulturerbe. Das Welterbe erstreckt sich über eine Fläche von 1672,76 Hektar mit einer Pufferzone von 2774 Hektar und umfasst das gesamte unterirdische Bergwerk mit Stollen, Schächten, Galerien und der Wasserhaltung.
Das Bergwerk ist eines der wichtigsten Kulturdenkmäler Oberschlesiens. Es ist Ankerpunkt der Europäischen Route der Industriekultur (ERIH) und gehört zu den Industriedenkmalen der Route der Technischen Denkmäler in der Woiwodschaft Schlesien (Szlak Zabytków Techniki Województwa Śląskiego).

## Geschichte
Die Stadt Tarnowitz geht auf die Entdeckung von Silbervorkommen in der Gegend und deren Ausbeutung zurück. 1526 erhielt Tarnowitz vom Oppelner Herzog Johann II. und Georg von Brandenburg-Ansbach Bergfreiheit. Aus demselben Jahr stammt das Bergrecht (eine besonderen Form des Stadtrechts).
1784 wurde in der Stadt die Friedrichsgrube angelegt, ihre Bleierze wurden in der Friedrichshütte verhüttet. Ein Förderer des Bergwerks war Friedrich Wilhelm von Reden, Direktor des schlesischen Oberbergamts. Zur Ausbildung qualifizierter Steiger errichtete Reden die Bergschule in Tarnowitz. In Tarnowitz wurde am 19. Januar 1788 die erste Dampfmaschine des Königreichs Preußen (die dritte auf dem europäischen Festland) in Betrieb genommen. Sie trieb die Entwässerungsanlage der Erzbergwerke an. Von 1803 bis 1807 diente Graf Reden als preußischer Bergbauminister.
Die Förderung von Bleierz wurde 1912 eingestellt. Seit 1957 wurden Teile des Bergwerks touristisch genutzt. Das historische Silberbergwerk wurde 1976 eröffnet.

## Anlage
Gegenwärtig ist im Silberschaubergwerk ein 1740 Meter langer, barrierefreier Rundweg in 40 m Tiefe geöffnet, 270 m werden mit dem Boot zurückgelegt. Der „Sztolnia Czarnego Pstrąga“ (Schwarze-Forelle-Stollen) war der erste, der für den Tourismus genutzt wurde. Er gehört zum Tiefen Friedrichstollen. Seit 1957 sind dort 600 Meter lange Bootsfahrten möglich.
Über Tage befindet sich ein Freilichtmuseum (Skansen Maszyn Parowych) mit Dampfmaschinen verschiedenster Hersteller und Baujahren und einer Schmalspurbahn. Dazu gehören die Teile der Dampf-Pumpstation des 19. Jahrhunderts der Grubenwasserhaltung.

## Galerie

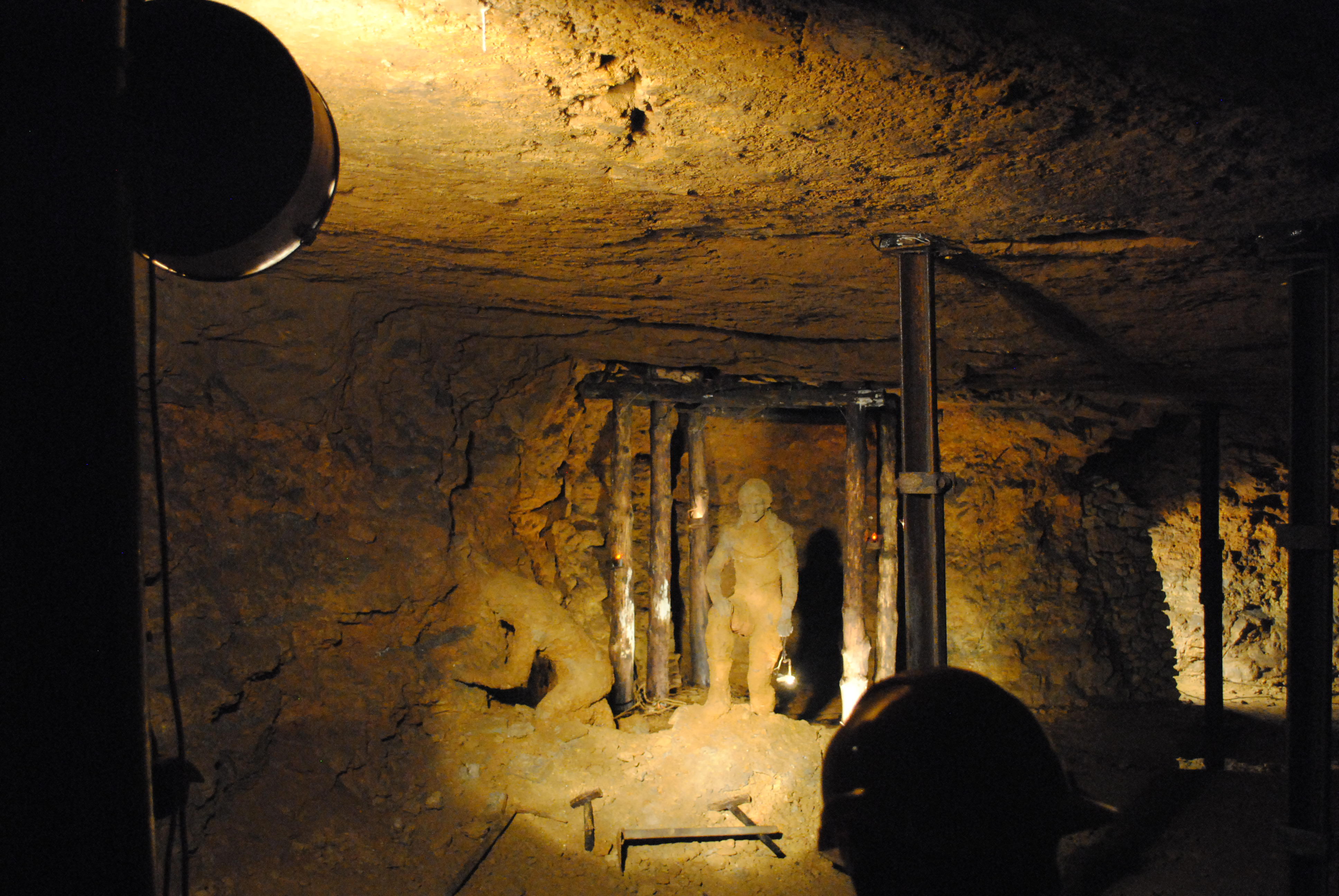
Im Bergwerk
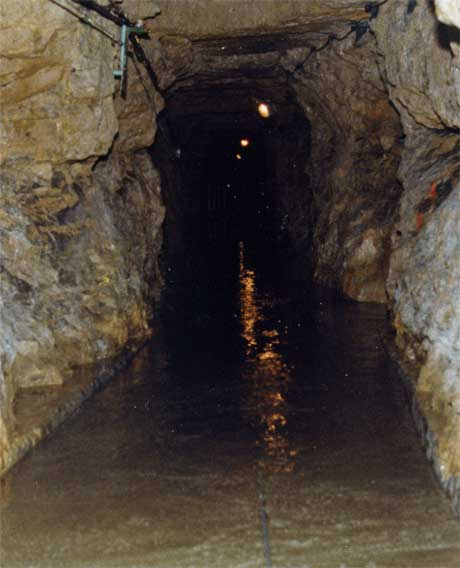
Schwarzer-Forelle-Stollen
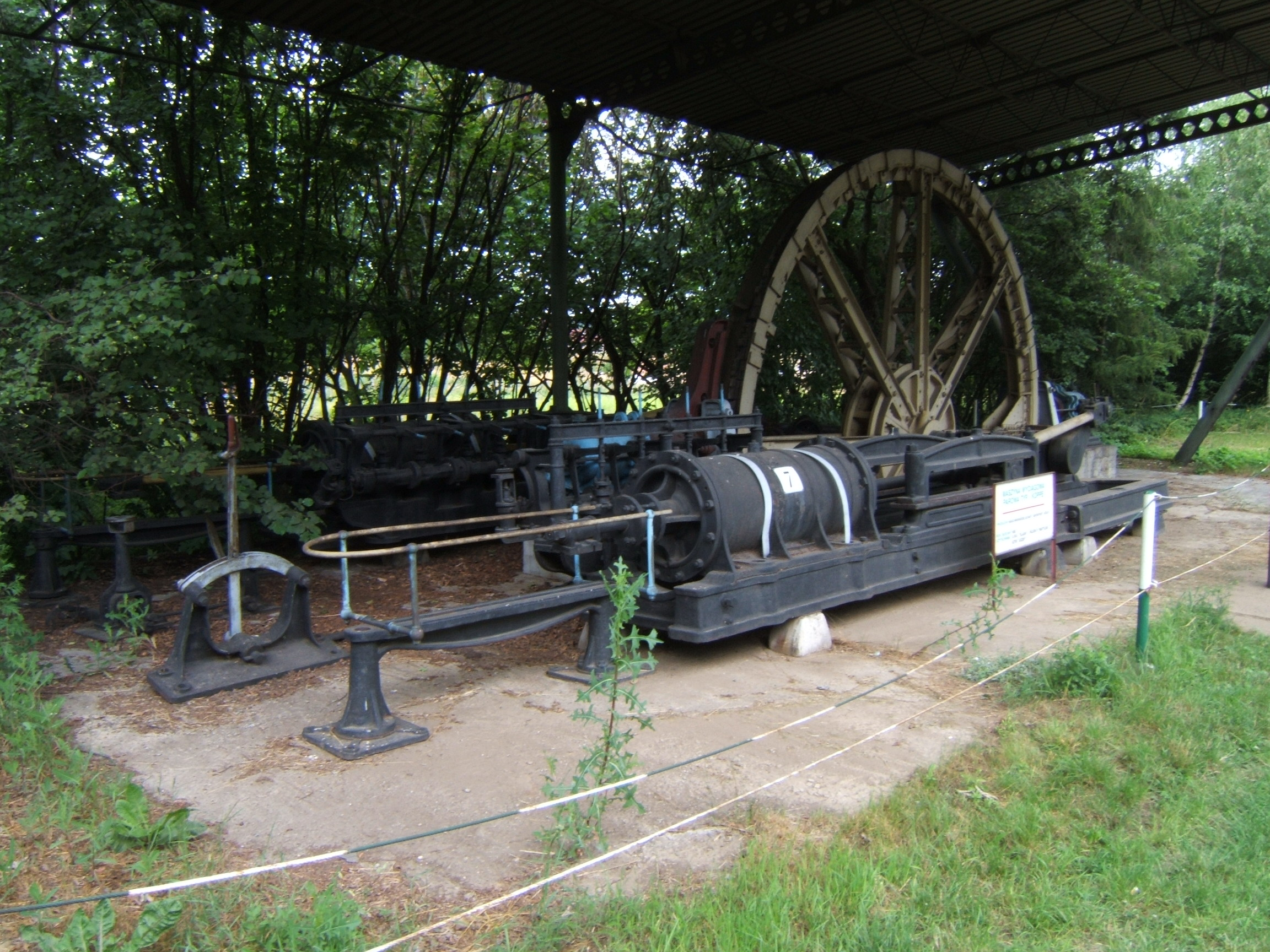
Dampf-Förder-Maschine des Freilichtmuseums